# Port lotniczy Edson
Port lotniczy Edson (IATA: YET, ICAO: CYET) – regionalny port lotniczy położony w Edson, w prowincji Alberta, w Kanadzie.

## Drogi startowe i operacje lotnicze
Operacje lotnicze wykonywane są z asfaltowej drogi startowej:
- RWY 07/25, 1829 × 30 m